# エマオの晩餐 (カラヴァッジョ、ロンドン)
『エマオの晩餐』(エマオのばんさん、伊: Cena in Emmaus, 英: Supper at Emmaus) は、イタリアのバロック期の巨匠ミケランジェロ・メリージ・ダ・カラヴァッジオによって1601年に制作された絵画である。カラヴァッジオの絶頂期に描かれ、屋内に設定された彼の宗教的作品のうち最も印象的なものの1つに数えられる。本来、ジローラモ・マッテイ枢機卿の兄弟であるチリアーコ・マッテイによって依頼されたが、シピオーネ・ボルゲーゼ枢機卿に贈られた。それから2世紀余り後に、ナポレオンの妹ポーリーヌ・ボナパルトと結婚したカミッロ・フィリッポ・ボルゲーゼはこの絵画をパリの画商に売却した。1839年に絵画の当時の所有者ジョージ・ヴァーノン (George Vernon) 卿によりロンドンのナショナル・ギャラリーに寄贈され、以来、同美術館に所蔵されている。

## 主題

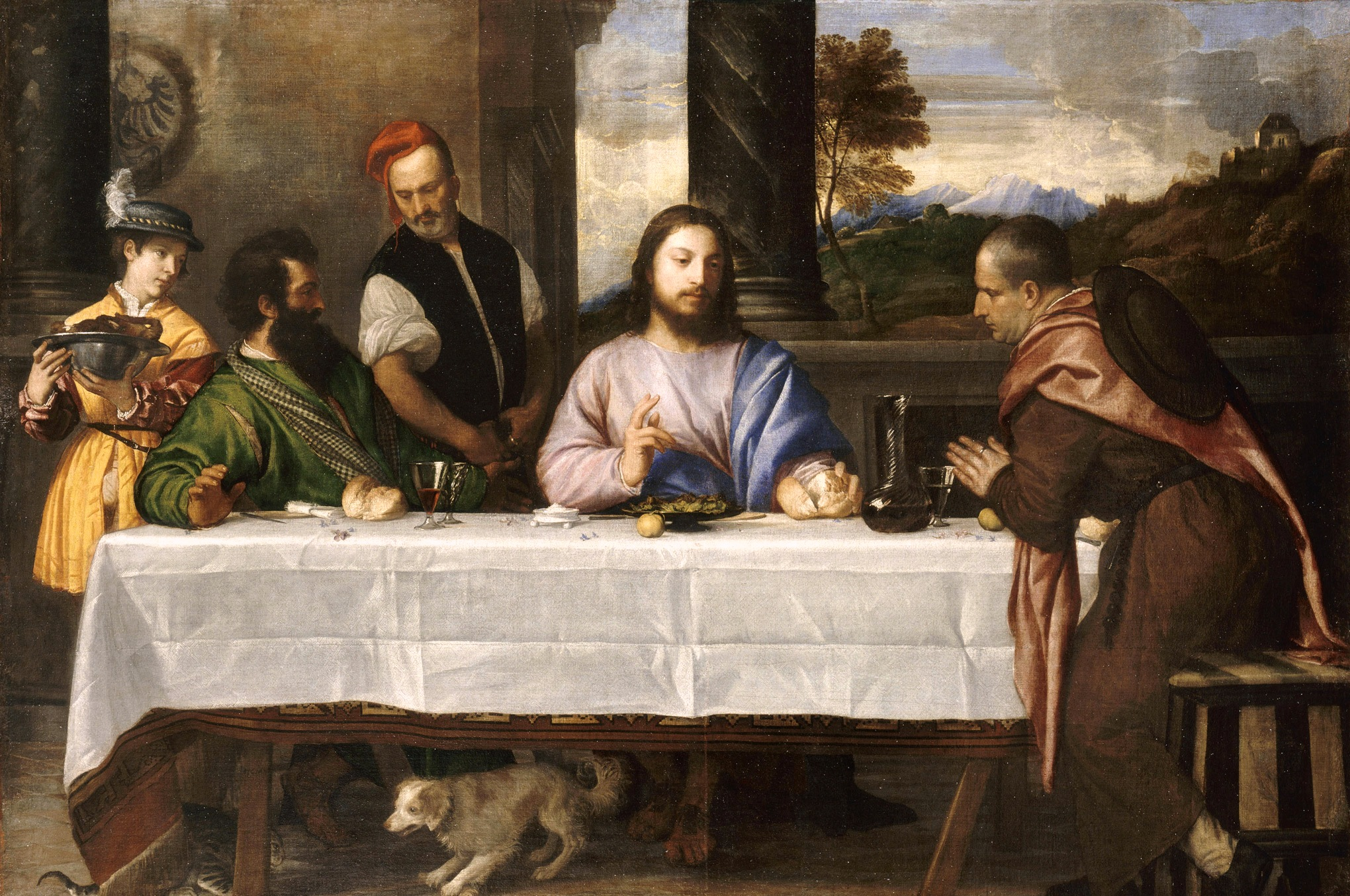
ティツィアーノ『エマオの巡礼者』 (1533-1534年)、ルーヴル美術館、パリ

『新約聖書』中の「ルカによる福音書」(24章13節-31節）によれば、イエス・キリストの磔刑から3日後、クレオパともう1人のキリストの弟子 (名前は特定されていないが、しばしば聖ペテロとされる) はエルサレムから10キロ離れたエマオに向かっていた。すると、そこに復活したキリストが現れて、2人に何が起こったのかと質問した。それがキリストだとわからなかった2人は、キリストが天国に入るために受難に遭ったと答える。その晩、2人はエマオに着くと、もう遅いからとキリストを引き留め、いっしょに宿屋に泊まることにした。そして、「いっしょに食事の席に着いたとき、イエスはパンを取り、賛美の祈りを唱え、パンを裂いてお渡しになった。すると2人の目が開け、イエスだとわかったが、その姿は見えなくなった」(24章30節-31節）という。
この主題は、ヴェネツィアや、カラヴァッジオの出身地ロンバルディアなど北イタリアで好んで描かれたものである。16世紀ヴェネツィア派の巨匠ティツィアーノも名高い『エマオの巡礼者』 (ルーヴル美術館、パリ) を描いている。

## 作品
中央にいるキリストは赤い服に白いマントを纏い、左手をパンの上に近づけ、右手で祝福を与えようとしている。カラヴァッジオは物語のクライマックス、すなわち弟子たちが突然、ずっと自分たちの前にいた人物が誰であるかという啓示を受ける瞬間を捉えており、彼らの動作は驚愕を伝えている。左側の袖の破れた弟子 (おそらくクレオパ) は椅子から飛び上がらんばかりであり、右側のもう1人の弟子は信じられないという仕草で腕を大きく広げている。左側奥の帽子を被った宿屋の主人は、何もわからずにベルトを握って立ち尽くしている。テーブルの上にはパンや水、ローストチキンや果物籠が置かれている。背景には何も描かれておらず、ただ光が差して、キリストを照らしている。

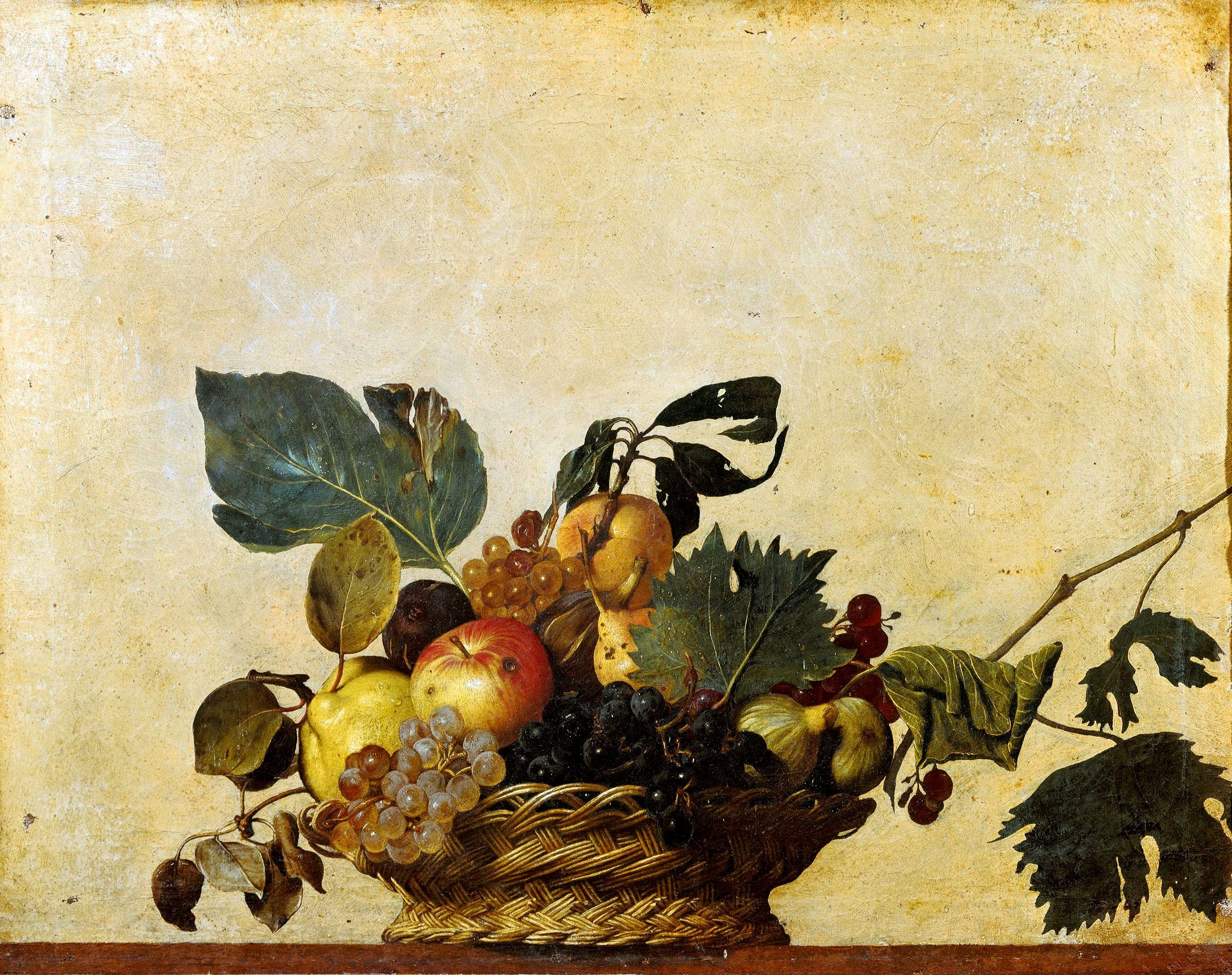
カラヴァッジオ『果物籠』 (1597-1600年)、アンブロジアーナ美術館、ミラノ

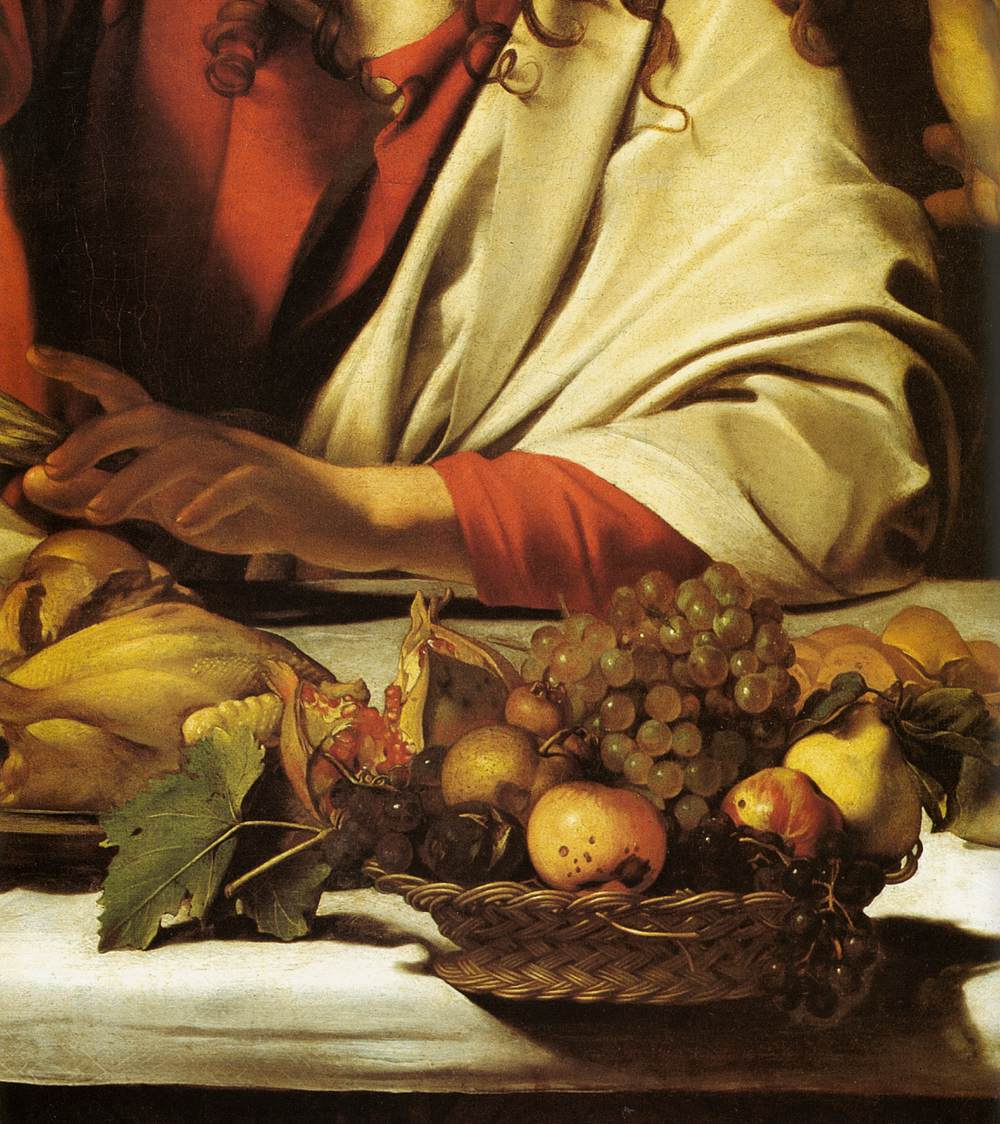
『エマオの晩餐』中のテーブルから落ちそうな果物籠

弟子たちの腕は画面を突き破っているように見え、鑑賞者は画面に引き込まれてしまう。テーブルの上の果物籠は『果物籠』 (アンブロジアーナ美術館、ミラノ) から借用されており、鑑賞者の方に落ちてきそうに見える。弟子たちの腕とともに、画面空間を破って鑑賞者側に突き出す「突出効果」が駆使されているのである。果物籠と腕の描写は鑑賞者との距離を縮め、晩餐の席に臨席しているかのような臨場感を与える演出である。
カラヴァッジオの絵画には典型的なことであるが、弟子たちは普通の労働者として表されており、髭を生やし、皺のある顔をし、破れた服を身に着けている。一方、キリストは若々しく、髭のない容貌で、流れるような髪の毛を垂らし、鮮やかな赤色のチュニックを纏い、別世界からやってきたようである。「マルコによる福音書」 (16章12節）によれば、キリストは「異なりたる姿で現れ給う」とあり、この絵画のキリストはそれに倣っている。

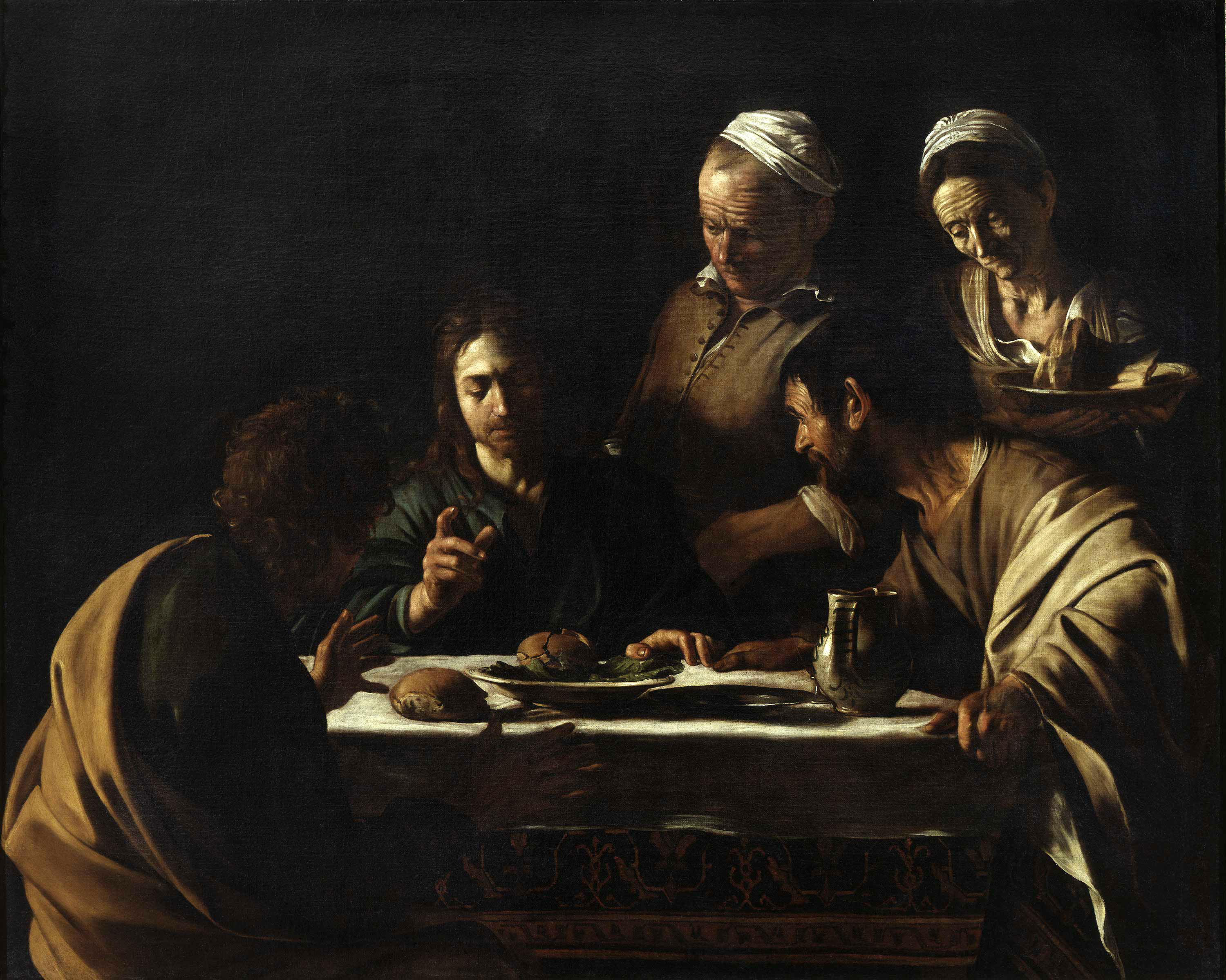
カラヴァッジオ『エマオの晩餐』 (1606年)、ブレラ美術館、ミラノ

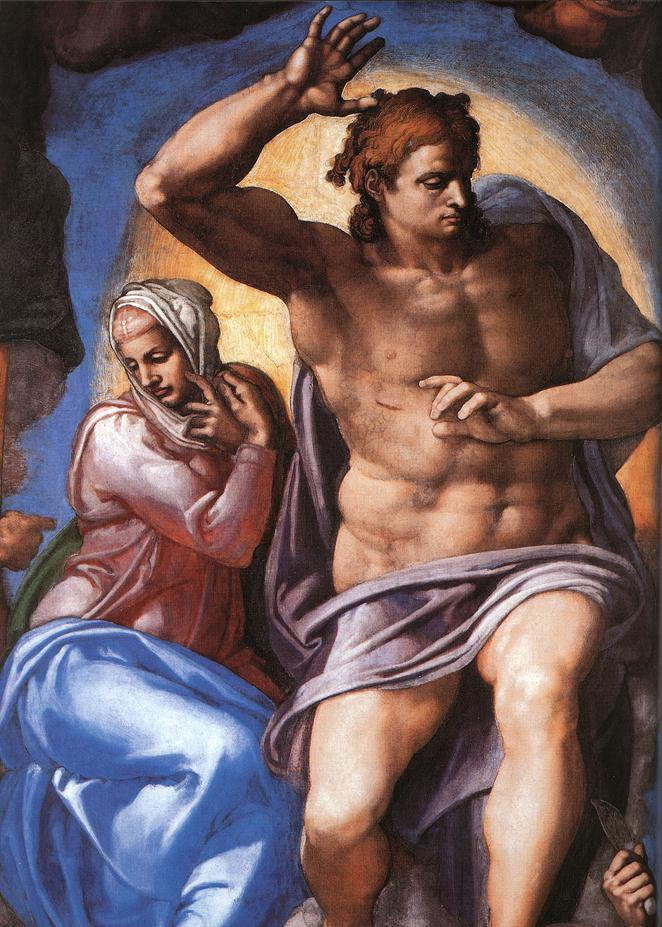
ミケランジェロ『最後の審判』 (1536-1541年) の部分、システィーナ礼拝堂、ヴァチカン宮殿

とはいえ、1606年にカラヴァッジオが描いた『エマオの晩餐』（ブレラ美術館、ミラノ）では、キリストは伝統的に髭を生やした中年の姿で描かれている。この相違は何に起因するのであろうか。本作の髭のない容貌のキリストは初期キリスト教時代の図像の影響とする研究者もおり、北イタリアには髭のないキリストの伝統があると指摘する研究者もいる。しかし、本作のキリストは、カラヴァッジオがミケランジェロの『最後の審判』 (システィーナ礼拝堂、ヴァチカン宮殿) 中のキリストを意識したことの表れと考えられる。実際、ミケランジェロのキリストは古代的なアポロンのタイプで、髭を生やしていない。加えて、カラヴァッジオが描いたキリストの手のポーズも、ミケランジェロのキリストの両手のポーズを借用したものとなっている。
本作は聖堂を装飾する公的な作品ではなかったため、注文主のチリアーコ・マッテイがカラヴァッジオにキリストの表現を任せたのかもしれない。あるいは、話し合って、マッテイがキリストを髭のない姿で表すことに同意したのかもしれない。一方、ブレラ美術館の『エマオの晩餐』はカラヴァッジオがラヌッチョ・トマッソーニの殺害した後、無法者としてローマから逃げていた時期にいわば「売り絵」として制作された。したがって、誰の手に渡るか定かではない状況で、伝統的な図像に従うのは当然の選択であったと思われる。
この絵画は一瞬をとらえているように見えるが、注意深く設定されたものである。画家は、ドラマ性を高めるためにキアロスクーロとして知られる光と陰の対比を用いている。画面左側からの強い光がキリストと右側の弟子の顔を照らし、キリストの背後の無地の壁に影を投げかけている。また、右側の弟子の鑑賞者の方に突き出されている手ーそのポーズは磔刑時の十字架上のキリストを想起させるーを照らし出している。しかし、このリアルに見える光の情景にはトリックが含まれている。現実ならば、この強い光はキリストの顔に宿屋の主人の影を投じるはずであり、キリストの顔がこのように明るく輝いているということはありえないのである。
この絵画の根底にある幾何学的構造は鑑賞者の視線を導く。左側の弟子の後ろ姿と、右側の弟子の広げられた両腕 (極端な前面短縮法で表されている) はあたかも「路面電車の線路」のように作用し、鑑賞者の注意をキリストの清澄な顔に集中させる。キリストと弟子たちは、奇蹟的な啓示の瞬間に統合される三角形を形成しているのである。宿屋の主人だけが蚊帳の外に置かれている。感情を表していない彼の顔は陰の中にあるが、それは彼が精神的な啓示の比喩となっている「光」を見ていないことを示唆している。彼はまた帽子を取っていないことから、男の正体がキリストであることに気づいていないとも考えられる。